# Polydore De Keyser

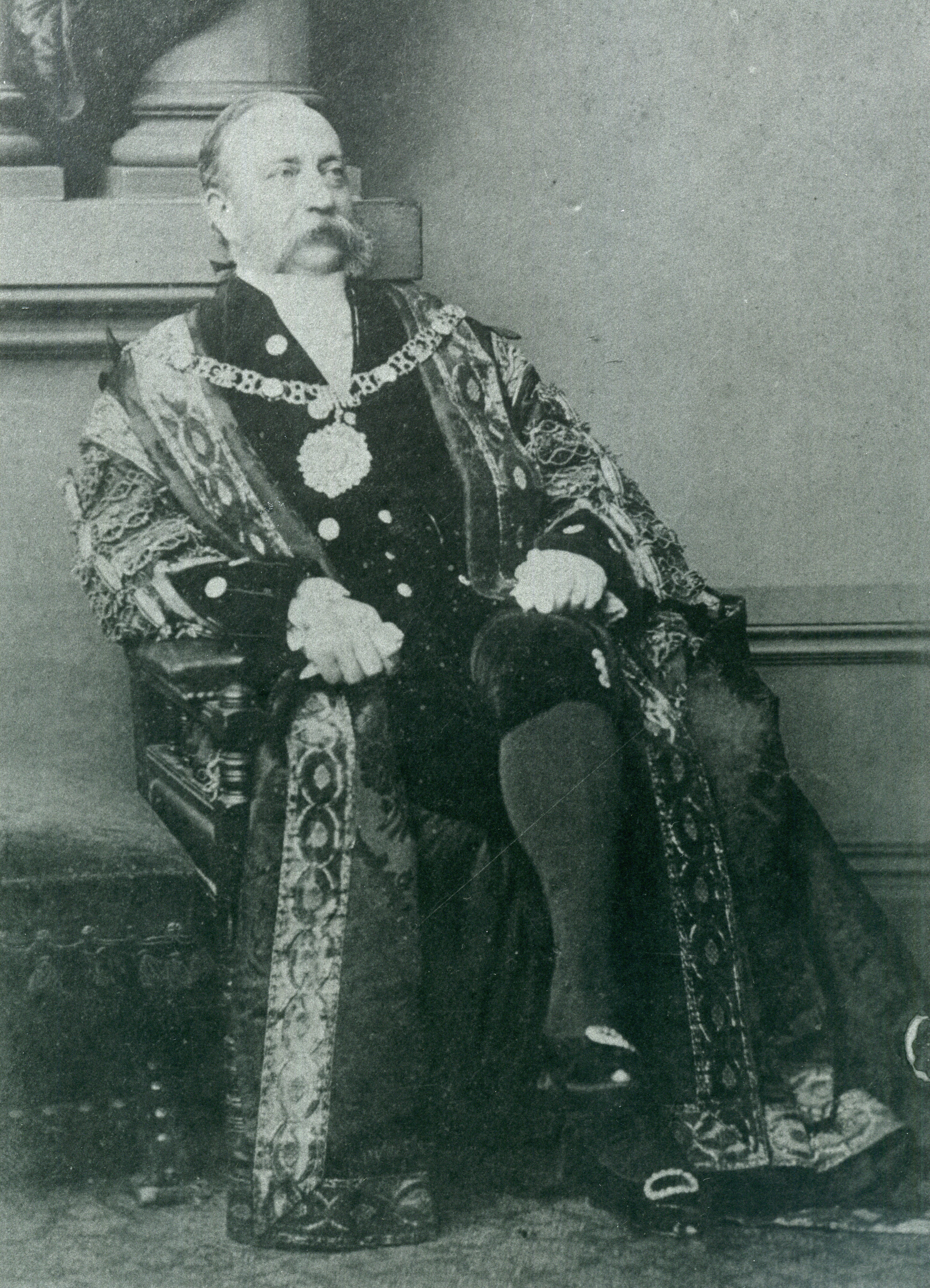
Sir Polydore De Keyser.

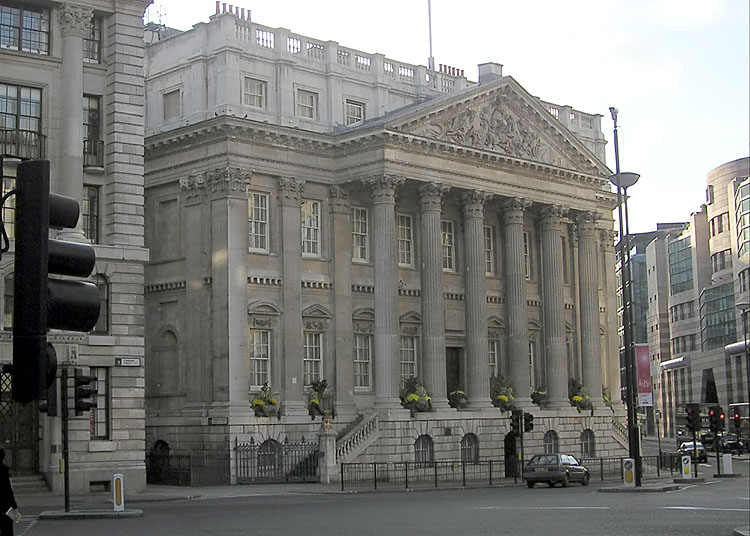
Mansion House, de ambtswoning van de Lord Mayor.

Sir Polydore De Keyser (Dendermonde, 13 december 1832 - Londen, 14 januari 1898) was van 1887 tot 1888 de Lord Mayor of burgemeester van de City of London. Niet het huidige groot-Londen, maar wel het hart van de toenmalige stad.

## Hotelier
De Keyser werd geboren als de zoon van de onderwijzer Constantin De Keyser (1801-1861) en Catharina Rosalia Troch. Constantin was achtereenvolgens onderwijzer in Gent, Zomergem, Eeklo, Dendermonde en Sint-Jans-Molenbeek, om uiteindelijk met zijn echtgenote in 1842 uit te wijken naar Londen. Daar kocht hij een hotel dat hij omdoopte tot het De Keyser's Royal Hotel, het was gelegen nabij het Blackfriars Station. In 1856 liet Constantin het beheer van hotel over aan zijn zoon Polydore. In 1872 begon hij met de bouw van een 400 kamers tellend hotel aan de oever van de Theems, het werd officieel geopend door de Belgische koning Leopold II in 1874.

## Politicus
In 1868 werd De Keyser gemeenteraadslid van de City of London, om er in 1882 alderman te worden. Deze laatste functie is te vergelijken met het ambt van schepen of wethouder. In 1887 werd hij verkozen tot de eerste rooms-katholieke Lord Mayor. Tijdens zijn bestuursperiode ontving hij dan ook tal van buitenlandse koningen, prinsen en politici. Als burgemeester bracht hij in 1888 een bezoek aan zijn geboortestad Dendermonde, die hem verwelkomde met een speciale Ros Beiaardommegang. Datzelfde jaar werd hij door koningin Victoria verheven in de adelstand, na zijn aftreden bleef hij tot 1892 nog schepen van de stad.
Eerder, in 1853, had hij zich laten naturaliseren. In 1862 was hij er gehuwd met Louise Piéron. Hij overleed kinderloos, het beheer van zijn hotel werd overgedragen aan John Henry Weichand, de zoon van zijn zuster Emma. In 1921 werd het hotel verhuurd aan de Lever Brothers. In 1930 werd het door hen aangekocht en afgebroken, om vanaf 1932 plaats te maken voor het huidige hoofdkwartier van Unilever.